# Snegúrochka

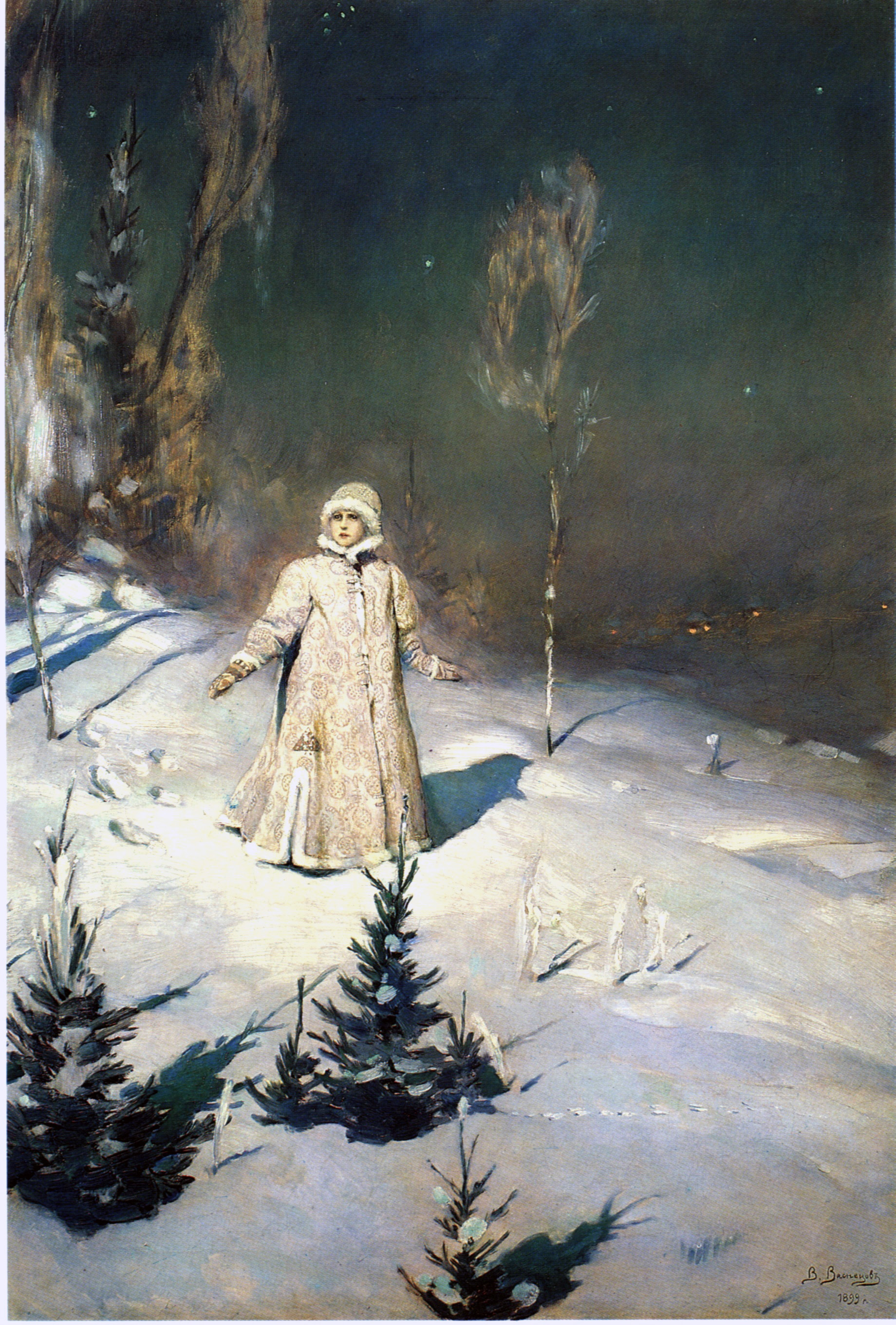
Snegúrochka. Víktor Vasnetsov, 1899

Snegúrochka (en ruso: Снегурочка), o Doncella de la Nieve, es un personaje de los cuentos de hadas rusos.
En una historia, es la hija de la primavera y la helada, quien anhela la compañía de humanos mortales. Crece junto a un pastor llamado Lel, pero su corazón es incapaz de sentir amor. Su madre se apiada de ella y le da esta habilidad, pero en cuanto se enamora, se le calienta el corazón y se derrite.
Esta versión de la historia fue hecha una obra de Aleksandr Ostrovski, con música de Piotr Ilich Chaikovski.

## Otras versiones

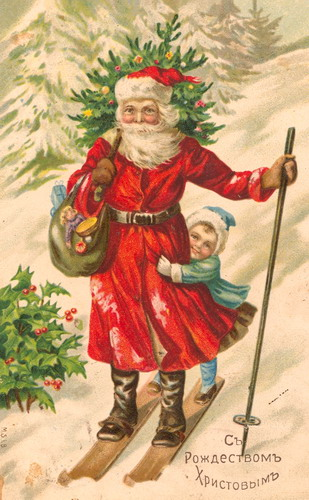
Tarjeta Navideña.

En 1878, el compositor Ludwig Minkus y el maestro en ballet Marius Petipa montaron una adaptación de Snegúrochka titulada "La hija de las nieves por el Ballet Imperial del Zar". El cuento también fue adaptado a una ópera por Nikolái Rimski-Kórsakov, conocida como La doncella de nieve. Esta historia fue adaptada en dos películas soviéticas: un film animado de 1952 con música de Rimski-Kórsakov, también llamada "La doncella de nieve" y una película de 1969 dirigida por Pável Kádochnikov, con música de Vladislav Kladnitski. Ruth Sanderson cambió la historia en el libro ilustrado "La princesa de la nieve", en el cual enamorarse no mata inmediatamente a la princesa, pero sí la convierte en una mortal.
En una versión diferente, como el que aparece en la colección de Louis Léger en "Contes Populaires Slaves", una pareja de ancianos hacen una niña de nieve, quien se convierte en un ser vivo. Un grupo de niñas la invitan a dar un paseo en el bosque, tras lo cual hacen una pequeña fogata, sobre la cual las niñas brincan; en algunas variantes, esto ocurre el Día de San Juan, y esta es una tradición de ese día. Cuando llega el turno de Snegúrochka, brinca pero queda a mitad del camino antes de evaporarse en una pequeña nube. Andrew Lang incluye esto en "The pink fairy book"
Actualmente es conocida como la nieta y ayudante de Ded Moroz, el "Abuelo el Frío" (el Papá Noel ruso).
- Datos: Q917583
- Multimedia: Snegurochka / Q917583